# Jessica Folcker

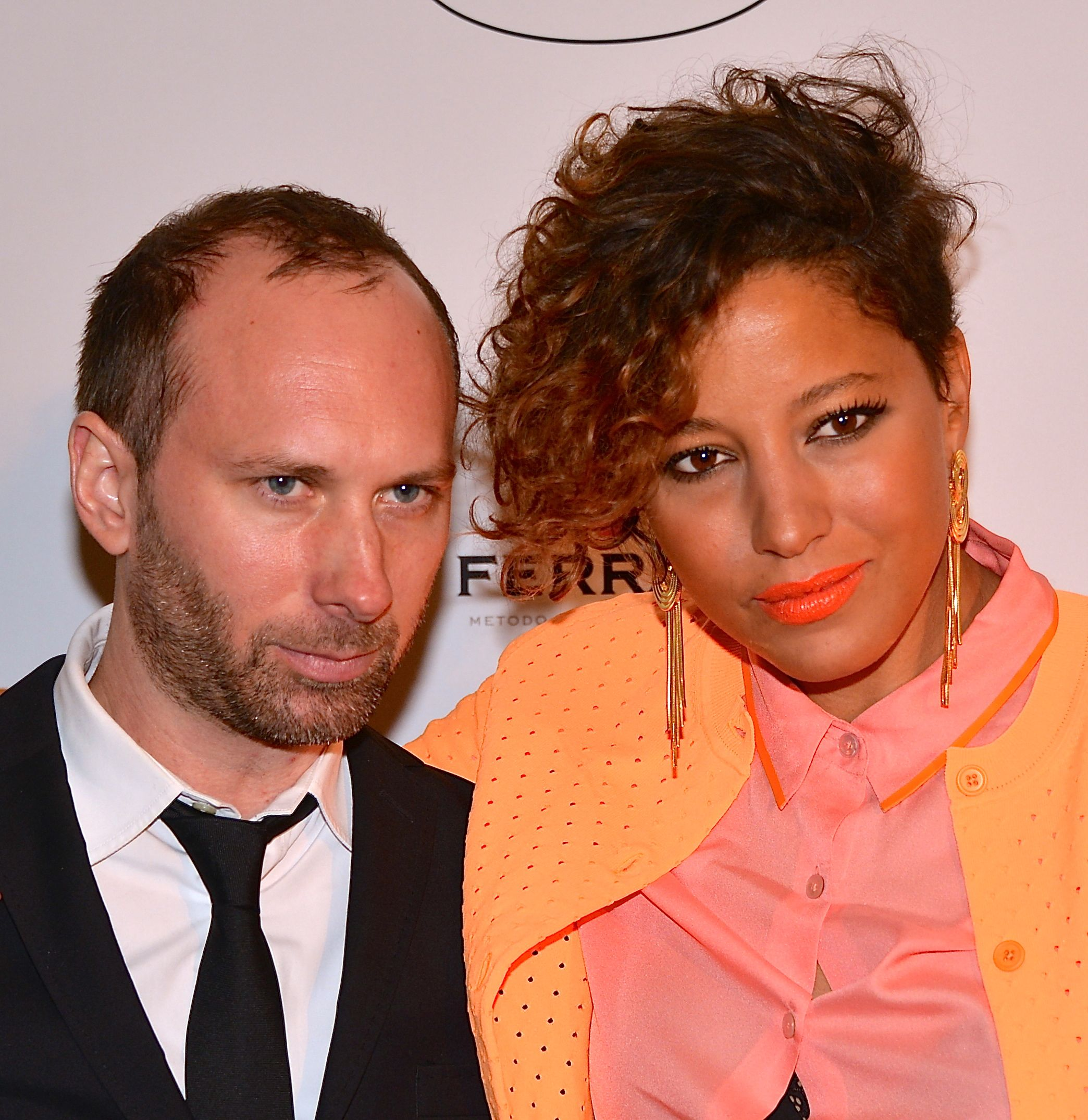
Andreas Unge und Jessica Folcker (2013)

Jessica Elisabeth Angelique Folcker (auch: Jessica oder Folker) (* 9. Juli 1975 in Täby) ist eine schwedische Sängerin.

## Biografie
Folcker wurde als Tochter einer Schwedin und eines Senegalesen in Täby nördlich von Stockholm geboren. Bereits im Alter von elf Jahren besuchte sie dort eine renommierte Stage-School. Mit 17 Jahren arbeitete sie als Backgroundsängerin für Dr. Alban und auch für Ace of Base.
Nachdem der internationale Erfolg dieser Künstler etwas abgeflaut war, beschlossen die Produzenten Max Martin und Denniz PoP, die zuvor schon für die Backstreet Boys und 5ive Songs produziert hatten, Folcker als Solosängerin zu vermarkten. Ihr Debütalbum Jessica erschien im Dezember 1998 und wurde ein internationaler Erfolg. Mit ihrer Single How Will I Know (Who You Are) wurde sie auch in Deutschland bekannter. In Schweden erreichte Folcker mit ihren beiden ersten Singles die oberen Plätze der Charts und erhielt für How Will I Know (Who You Are) Gold. Sie schrieb im selben Jahr Geschichte, als sie bei der Awardshow von Schwedens Nummer 1 Radiostation NRJ gleich zwei Preise gewann: New Artist of the Year und Swedish Female Artist of the Year. Zuvor konnte kein Künstler zwei Auszeichnungen auf einmal gewinnen.
Im Herbst 2000 brachte Folcker ihr zweites Album Dino, benannt nach einem ihrer Produzenten, heraus und versuchte nun auch in den USA den Durchbruch zu schaffen. Allerdings gab es dort bezüglich ihres Nachnamens ein paar Aussprachprobleme, da viele Amerikaner ihren Nachnamen wie fucker aussprachen. Daher entschied sie sich das C aus ihrem Nachnamen wegzulassen und trat fortan unter dem Künstlernamen Jessica Folker auf.

## Diskografie

### Studioalben
| Jahr | Titel      | Höchstplatzierung, Gesamtwochen, AuszeichnungChartplatzierungen (Jahr, Titel, Platzierungen, Wochen, Auszeichnungen, Anmerkungen) | Höchstplatzierung, Gesamtwochen, AuszeichnungChartplatzierungen (Jahr, Titel, Platzierungen, Wochen, Auszeichnungen, Anmerkungen) | Höchstplatzierung, Gesamtwochen, AuszeichnungChartplatzierungen (Jahr, Titel, Platzierungen, Wochen, Auszeichnungen, Anmerkungen) | Anmerkungen                              |
| Jahr | Titel      | AT | CH | SE | Anmerkungen                              |
| ---- | ---------- | --- | --- | --- | ---------------------------------------- |
| 1998 | Jessica    | AT35 (5 Wo.)AT | CH41 (5 Wo.)CH | SE17 Gold · (29 Wo.)SE | Erstveröffentlichung: 1. September 1998  |
| 2000 | Dino       | — | CH47 (4 Wo.)CH | SE26 (2 Wo.)SE | Erstveröffentlichung: 26. Oktober 2000   |
| 2005 | På Svenska | — | — | SE41 (1 Wo.)SE | Erstveröffentlichung: 27. September 2005 |
| 2007 | Skin Close | — | — | — | Erstveröffentlichung: 11. Juni 2007      |

### Kompilationen
- 2002: Best

### Singles als Leadmusikerin
| Jahr | Titel Album                           | Höchstplatzierung, Gesamtwochen, AuszeichnungChartplatzierungen (Jahr, Titel, Album, Platzierungen, Wochen, Auszeichnungen, Anmerkungen) | Höchstplatzierung, Gesamtwochen, AuszeichnungChartplatzierungen (Jahr, Titel, Album, Platzierungen, Wochen, Auszeichnungen, Anmerkungen) | Höchstplatzierung, Gesamtwochen, AuszeichnungChartplatzierungen (Jahr, Titel, Album, Platzierungen, Wochen, Auszeichnungen, Anmerkungen) | Höchstplatzierung, Gesamtwochen, AuszeichnungChartplatzierungen (Jahr, Titel, Album, Platzierungen, Wochen, Auszeichnungen, Anmerkungen) | Höchstplatzierung, Gesamtwochen, AuszeichnungChartplatzierungen (Jahr, Titel, Album, Platzierungen, Wochen, Auszeichnungen, Anmerkungen) | Anmerkungen                                      |
| Jahr | Titel Album                           | DE | AT | CH | UK | SE | Anmerkungen                                      |
| ---- | ------------------------------------- | --- | --- | --- | --- | --- | ------------------------------------------------ |
| 1998 | Tell Me What You Like Jessica         | DE97 (1 Wo.)DE | — | — | — | SE10 Gold · (22 Wo.)SE | Erstveröffentlichung: August 1998                |
| 1998 | How Will I Know (Who You Are) Jessica | DE24 (21 Wo.)DE | AT4 (15 Wo.)AT | CH17 (12 Wo.)CH | UK47 (2 Wo.)UK | SE7 Gold · (21 Wo.)SE | Erstveröffentlichung: November 1998              |
| 1999 | I Do Jessica                          | DE69 (9 Wo.)DE | — | — | — | SE38 (6 Wo.)SE | Erstveröffentlichung: April 1999                 |
| 2000 | To Be Able to Love Dino               | — | — | CH50 (9 Wo.)CH | — | SE17 (9 Wo.)SE | Erstveröffentlichung: Oktober 2000               |
| 2001 | Crash Like a Wrecking Ball Dino       | — | — | CH90 (1 Wo.)CH | — | SE16 (15 Wo.)SE | Erstveröffentlichung: Mai 2001                   |
| 2005 | Du Kunde Ha Varit Med Mig På Svenska  | — | — | — | — | SE38 (3 Wo.)SE | Erstveröffentlichung: Februar 2005               |
| 2005 | Om Natten På Svenska                  | — | — | — | — | SE25 (3 Wo.)SE | Erstveröffentlichung: März 2005                  |
| 2006 | When Love’s Coming Back Again –       | — | — | — | — | SE38 (5 Wo.)SE | Erstveröffentlichung: März 2006                  |
| 2014 | Around the World –                    | — | — | — | — | SE52 (1 Wo.)SE | Erstveröffentlichung: Februar 2014 mit Dr. Alban |

Weitere Singles
- 1999: Goodbye
- 1999: Tell Me Why
- 2001: Lost Without Your Love
- 2001: Miracles
- 2005: Vad gör jag nu
- 2005: En annan sång
- 2007: Hot Night
- 2007: Snowflakes
- 2013: It’s all About You
- 2014: Gravity

### Singles als Gastmusikerin
| Jahr | Titel Album                                     | Höchstplatzierung, Gesamtwochen, AuszeichnungChartplatzierungen (Jahr, Titel, Album, Platzierungen, Wochen, Auszeichnungen, Anmerkungen) | Höchstplatzierung, Gesamtwochen, AuszeichnungChartplatzierungen (Jahr, Titel, Album, Platzierungen, Wochen, Auszeichnungen, Anmerkungen) | Höchstplatzierung, Gesamtwochen, AuszeichnungChartplatzierungen (Jahr, Titel, Album, Platzierungen, Wochen, Auszeichnungen, Anmerkungen) | Höchstplatzierung, Gesamtwochen, AuszeichnungChartplatzierungen (Jahr, Titel, Album, Platzierungen, Wochen, Auszeichnungen, Anmerkungen) | Anmerkungen                                                                |
| Jahr | Titel Album                                     | DE | AT | CH | SE | Anmerkungen                                                                |
| ---- | ----------------------------------------------- | --- | --- | --- | --- | -------------------------------------------------------------------------- |
| 1995 | Electric Manic Panic                            | DE61 (5 Wo.)DE | — | — | SE8 (15 Wo.)SE | Erstveröffentlichung: Oktober 1995 Leila K. feat. Jessica Folcker          |
| 2000 | Trehundra Dar Ny tid, ny strid                  | — | — | — | SE60 (1 Wo.)SE | Erstveröffentlichung: Oktober 2000 Blues feat. Jessica Folcker             |
| 2002 | (Crack It!) Something Goin’ On Burnin’ Sneakers | DE10 (17 Wo.)DE | AT19 (18 Wo.)AT | CH70 (8 Wo.)CH | SE4 (15 Wo.)SE | Erstveröffentlichung: August 2002 Bomfunk MC’s feat. Jessica Folcker       |
| 2013 | Strong Enough –                                 | — | AT22 (6 Wo.)AT | — | — | Erstveröffentlichung: August 2013 Barnes & Heatcliff feat. Jessica Folcker |

## Auszeichnungen für Musikverkäufe
| Goldene Schallplatte - Frankreich - 1999: für die Single Tell Me What You Like - Norwegen - 2002: für die Single (Crack It!) Something Goin’ On |

Anmerkung: Auszeichnungen in Ländern aus den Charttabellen bzw. Chartboxen sind in ebendiesen zu finden.
| Land/RegionAuszeichnungen für Musikverkäufe (Land/Region, Auszeichnungen, Verkäufe, Quellen) | Gold     | Platin | Verkäufe | Quellen                  |
| -------------------------------------------------------------------------------------------- | -------- | ------ | -------- | ------------------------ |
| Frankreich (SNEP)                                                                            | Gold1    | —      | 250.000  | snepmusique.com          |
| Norwegen (IFPI)                                                                              | Gold1    | —      | 5.000    | ifpi.no                  |
| Schweden (IFPI)                                                                              | 3× Gold3 | —      | 70.000   | sverigetopplistan.se SE2 |
| Insgesamt                                                                                    | 5× Gold5 | —      |          |                          |